# Горская волость (Егорьевский уезд)
Горская волость — волость в составе Егорьевского уезда Рязанской губернии, существовавшая до 1922 года.

## История
Горская волость образована в 1861 году. Волостное правление располагалось в деревне Гора. В 1922 году Егорьевский уезд был включен в состав Московской губернии.
22 июня 1922 года волость была упразднена, селения волости присоединены к Дмитровской и Лузгаринской волости.

## Состав
На 1885 год в состав Горской волости входило 1 село, 1 посёлок и 16 деревень.
| Вид     | Наименование    | Население, чел. (1858 год) | Население, чел. (1885 год) | Население, чел. (1905 год) |
| ------- | --------------- | -------------------------- | -------------------------- | -------------------------- |
| село    | Остров          | 28                         | 26                         | 25                         |
| деревня | Новосельцевская | 271                        | 323                        | 415                        |
| деревня | Гора            | 319                        | 300                        | 365                        |
| деревня | Малеиха         | 240                        | 323                        | 362                        |
| деревня | Тупицыно        | 79                         | 126                        | 149                        |
| деревня | Ворово          | 463                        | 731                        | 930                        |
| деревня | Спирина         | 347                        | 475                        | 576                        |
| деревня | Тюшино          | 95                         | 152                        | 179                        |
| деревня | Волосунино      | 306                        | 448                        | 524                        |
| деревня | Ершовская       | 241                        | 283                        | 300                        |
| деревня | Ананьинская     | 435                        | 620                        | 730                        |
| деревня | Широкая         | 180                        | 254                        | 310                        |
| деревня | Парфеновская    | 233                        | 286                        | 330                        |
| деревня | Русановская     | 112                        | 142                        | 194                        |
| деревня | Вальковская     | 171                        | 236                        | 284                        |
| деревня | Пиравинская     | 141                        | 193                        | 247                        |
| деревня | Пожинская       | 442                        | 722                        | 813                        |
| посёлок | Покровка        | 19                         | 28                         | 35                         |

В деревнях Тюшино и Ворово к Горской волости относилась только часть крестьян. В Тюшине одна община бывших крепостных крестьян (~1/3 деревни), а в Ворове (Старое Ворово) 6 общин из восьми. Остальные крестьяне этих деревень (бывшие крепостные) были приписаны к Парыкинской волости. Кроме того, в Горскую волость входила ещё одна община деревни Ширяевская Коробовской волости.

## Землевладение
Население составляли 23 сельские общины — все бывшие помещичьи крестьяне, кроме одной общины (пос. Покровка, он же Покровская пустошь, возник в 1860-е годы), которая состояла из бывших егерей, приписанных к разряду государственных крестьян. Во всех была общинная форма землевладения. 8 общин делили землю по ревизским душам, остальные по работникам или по тяглам. Луга в 12 общинах делились одновременно с пашней или в определённые сроки, в остальных общинах — ежегодно. Лес делили либо одновременно с пашней, либо по мере надобности, а в 5 общинах им пользовались без дележки.
Все общины арендовали вненадельную, преимущественно луговую землю. Домохозяева, имевшие арендную землю, составляли около 73 % всего числа домохозяев волости.

## Сельское хозяйство
Почва в большинстве общин была песчаная, реже — супесчаная. Луга в основном болотистые, иногда суходольные, по полям. Лес больше дровяной, но в 2 общинах был и строевой. Крестьяне сажали рожь, гречиху и картофель. Овса не сеяли. Топили дровами и сучьями.

## Местные и отхожие промыслы
Местные промыслы были очень разнообразными. В 1885 году среди мужчин было 168 плотников, 64 ткали нанку, 21 ткали кульки, 34 пильщика, 7 занимались разматыванием пряжи, 7 столяров, 7 сапожников, 11 портных, 21 печник, 13 кузнецов, 2 слесаря, 14 кирпичников, 7 колесников, 8 гробовщиков, 3 драли кору, 5 красильщиков, 28 нанимались для обработки крестьянской земли, 5 мельников, 7 мастеровых, остальные извозчики, сторожа и пр. Из женщин 682 ткали нанку и разматывали пряжу и 298 занимались тканием кульков. Летом и осенью в некоторых общинах собирали ягоды и грибы для продажи.
В 1885 году на заработки уходили 894 мужчины (около 49 % всего мужского населения рабочего возраста) и 20 женщин. Из мужчин 665 были плотниками, остальные — 185 работали на суконных фабриках, 4 мастеровых и пр. Уходили в основном в Московскую губернию, некоторые в Зарайск.

## Инфраструктура
Главным и до 1860-х годов единственным заведением волости была суконная фабрика в деревне Гора.
К 1885 году в волости появились 2 красильни, 6 кузниц, 1 кирпичный завод, 2 водяных и 2 ветряных мельницы, 1 спичечное заведение, 1 рогожное заведение, 2 постоялых двора, 1 трактир, 4 питейных заведения, 3 чайных лавки и 1 мелочная лавка.
Первая земская школа была открыта в 1861 году в деревне Гора. Она располагалась в одном здании с волостным правлением. К 1885 году школы (земские училища) появились также в деревнях Старое Ворово и Тюшино, в специально построенных для этого зданиях, а в Горе вместо земской школы была организована церковно-приходская, названная «Горско-Островском церковно-приходским училищем».